# En Kvindeskæbne (film fra 1909)
 For alternative betydninger, se En kvindeskæbne. (Se også artikler, som begynder med En kvindeskæbne)
En Kvindeskæbne er en dansk stum dramafilm fra 1909 produceret af Nordisk Films Kompagni og instrueret af Viggo Larsen.

## Handling
Den unge letsindige kvinde Lise er forlovet med en slet karakter, Bob, der lokker Lise til at begå ulovligheder. Lise nægter, og Bob bliver arresteret og fængslet. Lise forsøger at begå selvmord, med reddes og gifter sig med sin redningsmand. Bob kommer ud af fængslet og presser penge af Lise, der giver ham alt hvad hun har. Bob fortsætter med at presse penge af Lise, der til sidste begår selvmord ved at tage gift.

## Medvirkende
- Gustav Lund
- Petrine Sonne
- Gudrun Kjerulf